# Artur Rímovitx Iussúpov
Artur Rímovitx Iussúpov (rus: Артур Римович Юсупов; nascut l'1 de setembre de 1989 a Kuybyshev, USSR, ara Samara, Rússia) és un futbolista professional rus d'origen Tàtar del Volga. Actualment, juga pel FC Zenit Saint Petersburg.
Va fer el seu debut professional en la Segona Divisió de Rússia el 2006 pel FC Krylia Sovetov-SOK Dimitrovgrad.
Va fer el seu debut a la Primera Divisió el 8 de novembre de 2009 pel FC Dynamo Moscow en un partit contra el PFC Spartak Nalchik.

## Internacional
Va fer el seu debut amb l'equip nacional el 17 de novembre de 2015 en un partit amistós contra Croàcia.